# Cap Flattery
Pour les articles homonymes, voir Cape Flattery.

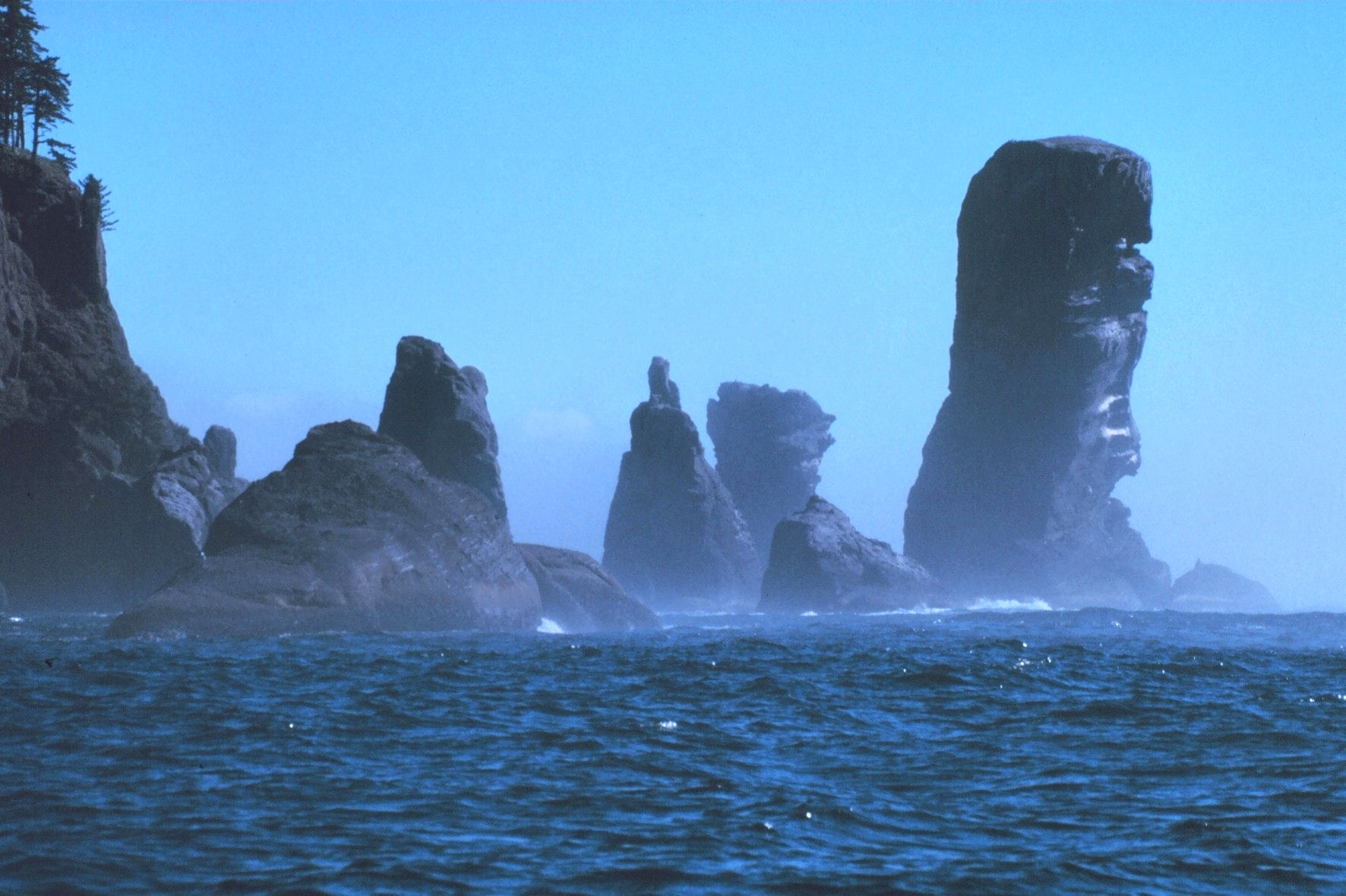
Fuca Pillar au cap Flattery

Le cap Flattery est le cap le plus nord-ouest des États-Unis, hors Alaska. Situé dans le comté de Clallam, dans l'État de Washington, entre le détroit de Juan de Fuca et l'océan Pacifique. Il fait partie de la réserve indienne Makah et de l'Olympic Coast National Marine Sanctuary.
Il est situé au nord-ouest de Seattle, à l'ouest de Vancouver, dans le comté de Clallam. 
Le cap a été décrit par James Cook en 1778.

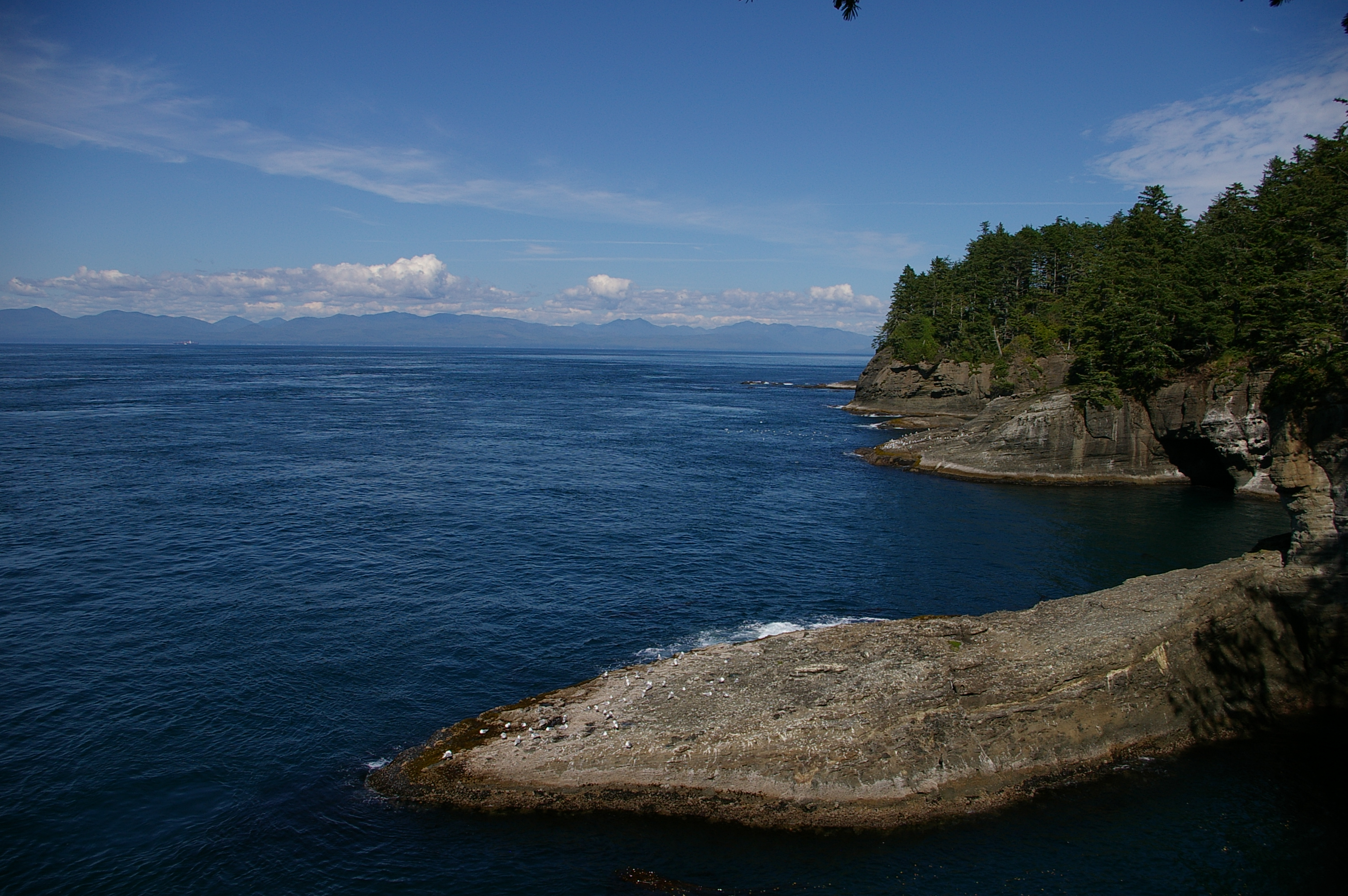
Cap Flattery (vers le nord).